# Torneio Pentagonal do México de 1959
O Torneio Pentagonal do México de 1959 foi uma competição de futebol disputada no México.
Foi disputada por três equipes mexicanas (América, Chivas Guadalajara e León), o Santos do Brasil e o Dukla Praha da Tchecoslováquia. O Santos FC foi o campeão desta edição.

## Participantes
- Club de Fútbol América
- Club Deportivo Guadalajara
- Club León
- Santos Futebol Clube
- FK Dukla Praha

## Partidas[1]
| 25 de janeiro de 1959 | Club de Fútbol América | 4-2 | FK Dukla Praha |  |
|                       |                        |     |                |  |

| 29 de janeiro de 1959 | Club Deportivo Guadalajara | 2-4 | Santos Futebol Clube | Estádio Olímpico Universitário, Cidade do México |
|                       | Hector Hernandez           |     | Pelé · Pepe          | Público: 80,000 Árbitro: Rafael Valenzuela       |

| 1 de fevereiro de 1959 | Club León | 0-2 | FK Dukla Praha |  |
|                        |           |     |                |  |

| 5 de fevereiro de 1959 | Club León | 0-2 | Santos Futebol Clube | Estádio Olímpico Universitário, Cidade do México |
|                        |           |     | 31' Pagão · 36' Pepe | Público: 90,000 Árbitro: Juan Rodriguez          |

| 5 de fevereiro de 1959 | Club Deportivo Guadalajara | 2-1 | Club de Fútbol América |  |
|                        |                            |     |                        |  |

| 8 de fevereiro de 1959 | Club Deportivo Guadalajara | 1-1 | FK Dukla Praha |  |
|                        |                            |     |                |  |

| 12 de fevereiro de 1959 | Club León | 0-1 | Club Deportivo Guadalajara |  |
|                         |           |     |                            |  |

| 12 de fevereiro de 1959 | Club de Fútbol América | 0-5 | Santos Futebol Clube                             | Estádio Olímpico Universitário, Cidade do México |
|                         |                        |     | 31' 72' Pelé · 34' Pagão · 36' Pepe · 38' Dorval | Público: 80,000 Árbitro: Manolo Alonso           |

| 15 de fevereiro de 1959 | Santos Futebol Clube    | 3-4 | FK Dukla Praha                                    | Estádio Olímpico Universitário, Cidade do México |
|                         | 2' Pagão · 10' 76' Pepe |     | 17' 82' Masopust · 19' Borovicke · 29' Vacenovski | Público: 80,000 Árbitro: Carlos Fégres           |

| 15 de fevereiro de 1959 | Club de Fútbol América | 3-2 | Club León |  |
|                         |                        |     |           |  |

## Classificação final[1]
| Classificação | Time                       | Jogos | Pontos ganhos | Vitórias | Empates | Derrotas | Saldo de Gols |
| ------------- | -------------------------- | ----- | ------------- | -------- | ------- | -------- | ------------- |
| 1º            | Santos Futebol Clube       | 4     | 6             | 3        | 0       | 1        | +8            |
| 2º            | FK Dukla Praha             | 4     | 5             | 2        | 1       | 1        | +1            |
| 3º            | Club Deportivo Guadalajara | 4     | 5             | 2        | 1       | 1        | 0             |
| 4º            | Club de Fútbol América     | 4     | 4             | 2        | 0       | 2        | -3            |
| 5º            | Club León                  | 4     | 0             | 0        | 0       | 4        | -6            |

| Torneio Pentagonal do México de 1959     |
| Brasil                                   |
| ---------------------------------------- |
| Santos Futebol Clube Campeão (1º título) |